# Farruca
Farruca este unul dintre cele mai recente stiluri (un palo) de flamenco. Originea sa se găsește în folclorul din nordul Spaniei (Galicia) și a fost adusă în Andaluzia la mijlocul secolului al XIX-lea de către tineri care au mers în acea regiune pentru a lucra ca muncitori sezonieri sau pentru a se stabili ca tavernieri sau prăjitori de pește, iar mai târziu fiind adaptați pentru cântăreți de muzică flamenco. Stilul flamenco al acestui cântec a devenit extrem de popular în prima jumătate a secolului al XX-lea.
În Andaluzia și în Cuba imigranții din Galicia și Asturia erau numiți farruco. Cu toate acestea, nu există nicio dovadă validă din punct de vedere muzical pentru teza, care este adesea propagată în literatura flamenco, că această formă muzicală își are originile în aceste regiuni. O altă teorie afirmă că este un dans de scenă din mediul zarzuelei populare, al vodevilului și al cafe-concertelor (cum ar fi Café Madrid și Café del Recreo din orașul-port Cádiz) din primul deceniu al secolului al XX-lea, care a fost adaptat la flamenco.
De exemplu, în jurul anului 1907 José Serrano a compus o sainetă lirică în care a inclus o farrucă. Protagoniștii farrucăi în flamenco au fost probabil Manuel Lobato, numit El Loli, și Manuel Torre.
Hipólito Rossy îl numește pe Antonio Pozo „El Mochuelo” drept creatorul farrucăi-flamenco.
El Gato este considerat creatorul dansului flamenco farruca. Dansatorul Faico a creat prima coregrafie pe muzică de Ramón Montoya în 1908.
Pentru chitară, farruca a fost dezvoltată în continuare de Ramón Montoya, Sabicas, Niño Ricardo, Luis Maravillas, Serranito, Niño Miguel, Enrique Melchor, José Antonio Rodríguez, Manolo Sanlúcar și Paco de Lucía.